# Maria Parr
Maria Parr, född 18 januari 1981, är en norsk barnboksförfattare från Fiskå i Vanylven. Hon har en mastergrad i nordiska språk vid Universitetet i Bergen.
Parr debuterade 2005 med barnboken Våffelhjärtat (nynorska: Vaffelhjarte), som både blev nominerad till Bragepriset och vann Nynorska barnlitteraturpriset.
Hennes andra bok, Tonje och det hemliga brevet (nynorska: Tonje Glimmerdal), publicerades 2009 och vann Bragepriset i kategorin för barn och ungdomar och flera andra utmärkelser.
Båda böckerna har översatts till flera språk.
År 2011 blev Våffelhjärtat grunden för en TV-serie med samma namn.

## Priser och utmärkelser
- 2005 – Nynorska barnlitteraturpriset för Vaffelhjarte
- 2009 – Bragepriset för Tonje Glimmerdal
- 2009 – Kritikerpriset för årets bästa barn- eller ungdomsbok för Tonje Glimmerdal
- 2010 – Melsom-priset
- 2010 – Die Zeits pris för bästa barnbok i Tyskland
- 2017 – Bragepriset för  Keeperen og havet
- 2023 – Bragepriset för  Oskar og eg